# Gim
Gim, vaak ook gespeld als kim is een eetbare zeewier-soort die veel voorkomt in de Koreaanse keuken. Gim is vergelijkbaar met het Japanse nori, zij het dat Koreaanse gim dunner is en wordt geroosterd met sesam olie. De zeewier die gebruikt wordt voor het maken van gim is van het geslacht Porphyra.
Gim bevat veel mineraal en zouten, met name jodium en ijzer. Het wordt verwerkt tot hele dunne, vierkant bladen, gekruid met sesam olie en zout. Het wordt geserveerd in kleinere rechthoekige stukjes of bijvoorbeeld gebruikt voor het maken van gimbap.
Er zijn ongeveer tien soorten gim in Korea, de meest voorkomende zij chamgim (Porphyra tenera) en bangsamuni gim (Porphyra yezoensis). Andere voorkomende soorten zijn dungeun gim (Porphyra kuniedai), dungeun dolgim (Porphyra suboriculata) en momuni gim (Porphyra seriata).

## Geschiedenis
Aangenomen wordt dat gim al gegeten wordt sinds de tijd van Verenigd Silla. Gim werd gecultiveerd rond de helft van de Joseon-dynastie, en wordt reeds in documenten uit 1420 genoemd als een van de lokale producten uit de Jeolla provincie. In 1429 werd een lading gim naar China verscheept. Een document uit 1650 omschrijft gim als zijnde een duur product. In de 16e en 18e eeuw werden verschillende manier om gim te cultiveren ontwikkeld.
In 1980 werd Ungjins chamgim aangewezen als Nationale schat van Zuid-Korea nr. 134 door de Zuid-Koreaanse overheid.